# Болница Касиндол
Болница Касиндол или Болница „Србија“ једна је од најстаријих здравствених установа у Босни и Херцеговини. Налази се у општини Источна Илиџа  у Источном Сарајеву.

## Историја
Први пацијенти су 1921. године ушли у тадашње љечилиште за плућне болеснике, гдје су били смјештени лакши пацијенти, да би у наредним годинама добило облик санаторијума и љечилишта за туберкулозне болеснике. Са доласком њемачке окупације,  1941. је подрум ове установе кориштен као логор. Рад болнице је обновљен по ослобођењу 1945. године. Добија статус опште болнице 1992. године, а касније клинички центар .

## Године 1992-1995
У периоду 1992-1995. Године у вријеме Грађанског рата, била је једна од централних цивилних и војних ратних болница у регији. 
У Павиљону „Сарајево“ дуго су биле смјештене управна зграда, читаоница, трпезарија, базен и један је од ријетких павиљона у којем никада нису били смјештени пацијенти. Остали павиљони носили су називе: „Босна“, „Херцеговина“, „Југославија“ и „Жељезнички“. Поред њих је павиљон „Бањалука“, који је обновљен, потом „Љубљана“ и „Сплит“, у којима су били смјештени пацијенти.